# شعر و ادب فارسی
شعر و ادب فارسی کتابی از زین العابدین مؤتمن است که در سال ۱۳۳۲ منتشر و برندهٔ جایزه کتاب سال سلطنتی شد.